# José Thomaz Nabuco de Gouvêa
José Thomaz Nabuco de Gouvêa (Leopoldina, Minas Gerais, 11 de junho de 1872 – Rio de Janeiro, 16 de outubro de 1940) foi um médico brasileiro. Filho de Hilário de Gouveia.
Em 1893 foi residir em Paris na companhia de seu pai, que teve de deixar o Brasil após ter participado de tentativas revolucionárias contra o governo do Marechal Floriano Peixoto (1891-1894). Ao retornar para o Brasil em 1897 terminou seus estudos. Doutorou-se em medicina pela Faculdade de Medicina do Rio de Janeiro, defendendo a tese “Dos ferimentos pelas modernas carabinas de guerra”. Foi eleito membro da Academia Nacional de Medicina em 1916, sucedendo Antonio José Pereira da Silva Araújo na Cadeira 65, que tem Agenor Edésio Estelita Lins como patrono.